# Azatek
Azatek – wieś w Armenii, w prowincji Wajoc Dzor. W 2011 roku liczyła 603 mieszkańców.